# Carlos V y el Furor

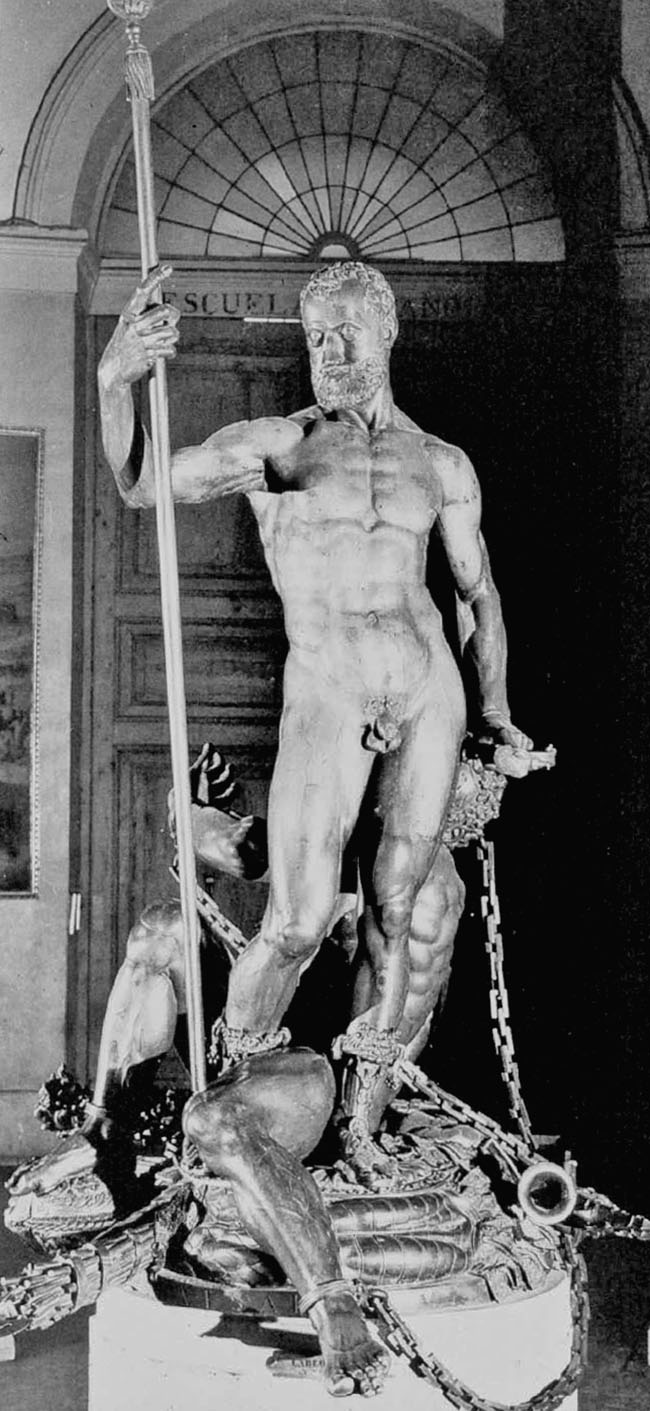
Fotografía de la escultura, donde el emperador se muestra (temporalmente) sin la armadura.

El emperador Carlos V y el Furor, también llamada Carlos V dominando el Furor protestante, o a veces Carlos V dominando el Furor turco, es una escultura perteneciente a la colección del Museo del Prado. Se trata de una escultura en bronce patinado de 2,5 metros de altura, que representa al emperador Carlos I de España y a un enemigo encadenado a sus pies, que el mismo monarca encargó al escultor milanés Leone Leoni en 1549. La idea partió del propio escultor y finalmente fue aprobada y encargada por el Emperador. Se realizó entre 1551 y 1564 (ya muerto el comitente), siendo terminada por el hijo de Leone, Pompeo Leoni.
Se inspira en una cita del poeta romano Virgilio alusiva a la paz romana. La escultura es en parte desmontable, pues el Emperador aparece desnudo y la armadura que lo cubre puede quitarse o ponerse a voluntad.

## Historia y descripción
La estatua ha estado ubicada en diversos lugares, aunque siempre en las cercanías de Madrid. En el año 1608, por orden de Felipe III, se colocó en el Real Alcázar. En 1620 se trasladó, como elemento decorativo, al jardín del Palacio de Aranjuez. En 1634 se llevó a los jardines del Palacio del Buen Retiro de Madrid y desde allí se trasladó, a fines del siglo XVIII, al Palacio de Buenavista (entonces residencia de Manuel Godoy). En el año 1811, mediante un decreto de José I, la estatua pasó a ser "propiedad del pueblo" y se colocó sobre una fuente en la plaza de Santa Ana. A comienzos del siglo XX se encontraba en el Alcázar de Toledo y al finalizar la Guerra civil española pasó a formar parte de las colecciones del Museo del Prado.
Una copia se exhibe en el Salón de Columnas del Palacio Real de Madrid. Significativamente, se eligió este lugar para realizar la firma del Acta de Adhesión de España a las Comunidades Europeas el 12 de junio de 1985. Otra copia se exhibe en el patio del Alcázar de Toledo.

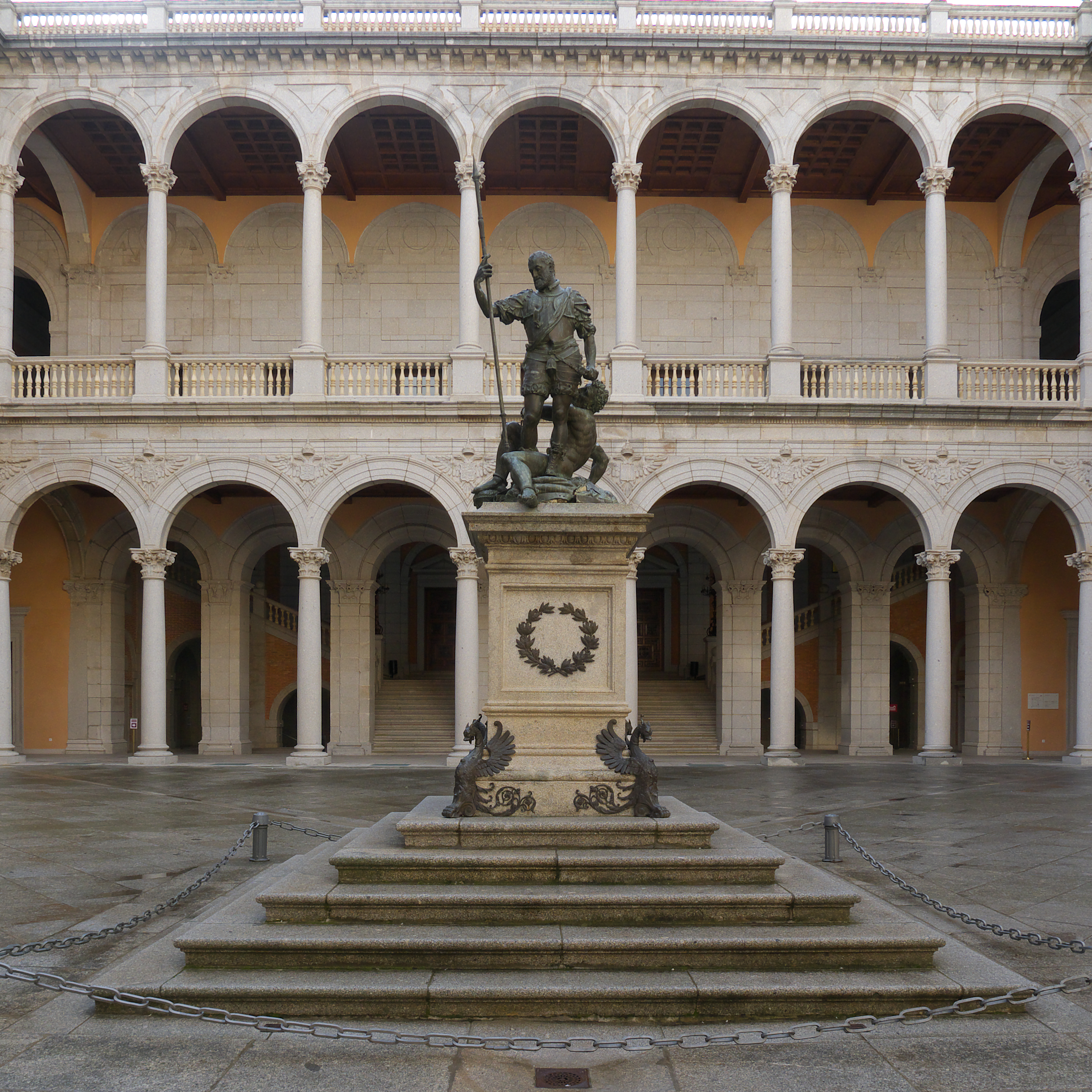
La copia del patio del Alcázar de Toledo.

Carlos V aparece vestido a la romana, con peto y espaldar, dominando a un hombre derribado y encadenado, personificación del Furor; esta figura sujeta una tea encendida en la mano derecha. El Emperador blande una lanza con la derecha, y con la izquierda un alfanje (con la empuñadura en forma de cabeza de águila); ambas armas pueden ser desmontadas. La armadura puede separarse del cuerpo, mostrando a Carlos V desnudo en un canon físico idealizado, a la manera de los héroes grecorromanos. La base de la escultura muestra diversos objetos alusivos a la guerra, como un escudo, un morrión, una coraza, y otros atributos (trompeta, tridente, un carcaj de flechas, una maza y un haz de lictor romano). La inspiración de la Eneida de Virgilio menciona «Saeva sedens super arma», representando el instante en que Eneas pacificó el Lacio encerrando al Furor en el templo de Jano y declarando la paz. El encargo al escultor milanés no fue único y constaba de una serie de siete esculturas, de las que no todas pudieron ser ejecutadas.
La obra presenta un notable detallismo y perfección técnica. Las estatuas conmemorativas con piezas desmontables fueron escasas durante el Renacimiento, debido a lo complejo de su construcción y montaje. Los rostros de los dos personajes presentan gran exactitud anatómica, mientras que los cuerpos desnudos (en el caso del Emperador pudiéndose cubrir) son más idealizados. La actitud impasible y serena del Emperador contrasta con el cuerpo retorcido y la angustiada expresión facial del vencido, cuyo verismo y atención al pormenor pueden considerarse un anticipo de la escultura barroca.